# Tuần duyên Hàn Quốc

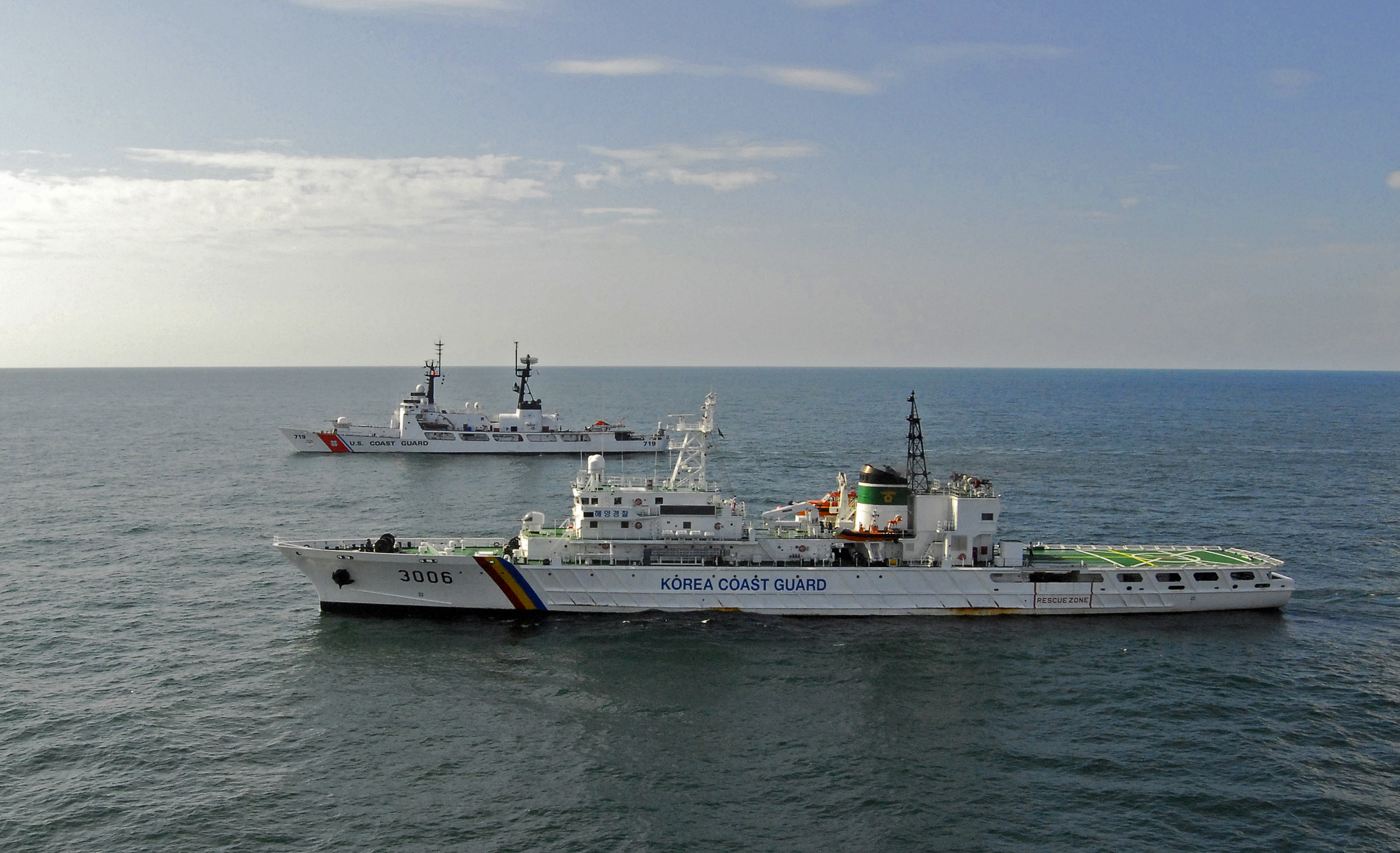
Tàu 3006 của Tuần duyên Hàn Quốc cùng với USCGC Boutwell (WMEC-719) của Tuần duyên Hoa Kỳ

Tuần duyên Hàn Quốc hay Cảnh sát biển Hàn Quốc (tiếng Anh: Korea Coast Guard - KCG, tiếng Hàn: 해양경찰청; Hanja: 海洋警察廳; Romaja: Haeyang-gyeongchal-cheong; Hán-Việt: Hải dương Cảnh sát sảnh; dịch nghĩa đen: "Phòng Cảnh sát Hải dương hay Phòng Cảnh sát biển") là danh xưng thường dùng trong tiếng Việt để chỉ lực lượng an ninh chịu trách nhiệm về an toàn và kiểm soát ngoài khơi bờ biển Hàn Quốc. Trong thời bình, tuần duyên Hàn Quốc trực thuộc Bộ Hàng hải và Thủy sản. Gần đây, với việc biên giới liên tục có sự xuất hiện của tàu thuyền Trung Quốc, tuần duyên Hàn Quốc đã triển khai một số lượng lớn các tàu lớn đến vùng biển Hoàng Hải.
Trụ sở chính của Tuần duyên Hàn Quốc là tại Songdo-dong, Incheon. Ngoài ra, đơn vị cũng có hàng trăm trạm điều hành nhỏ dọc theo bờ biển của bán đảo Triều Tiên. Tuần duyên Hàn Quốc hoạt động được trang bị 4 lớp tàu lớn (trên 1.000 tấn), 3 lớp tàu trung bình (hơn 250 tấn), và 3 lớp tàu cao tốc (tàu cao tốc trên 30 tấn) cùng với tàu chữa cháy, sà lan, tàu trinh sát tốc độ cao, tàu tuần tra cao tốc. Các đơn vị hàng không của Tuần duyên Hàn Quốc gồm 6 thủy phi cơ và 16 máy bay trực thăng.

## Lịch sử

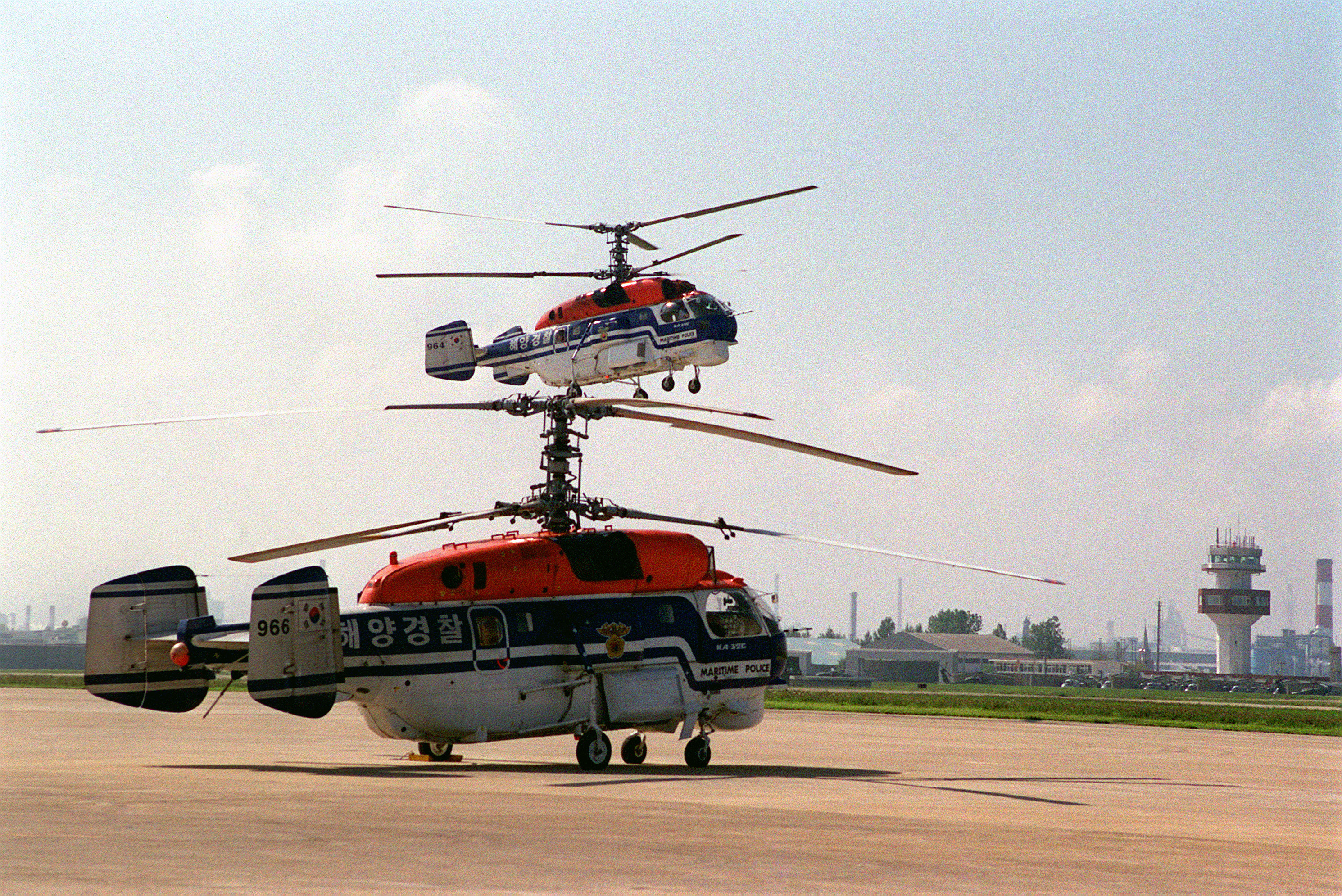
Máy bay trực thăng Kamov Ka-32 của Tuần duyên Hàn Quốc

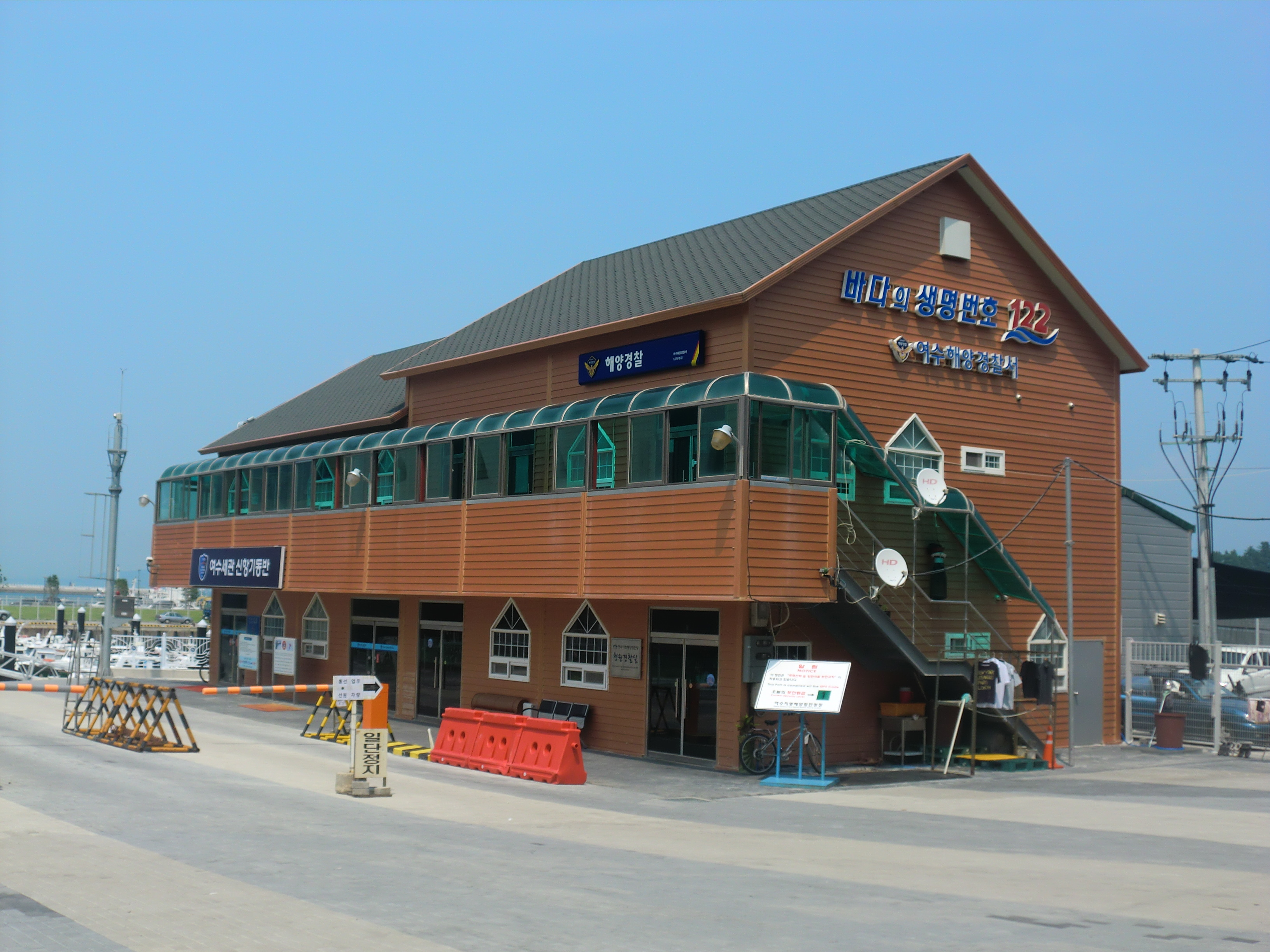
Đơn vị cứu hộ 122 của Tuần duyên Hàn Quốc tại Yeosu

Tuần duyên Hàn Quốc được thành lập vào ngày 23 tháng 12 năm 1953 tại Busan, với sự hình thành Ban Cảnh sát Hải dương, cùng lúc với việc thành lập một lực lượng Thủy cảnh trực thuộc Cục Cảnh sát Quốc gia. Trong tháng 10 năm 1962, các cơ sở mới của Tuần duyên Hàn Quốc được thành lập tại Incheon, Yeosu, Pohang và Kunsan. Vào tháng 2 năm 1963, các đơn vị hàng không của Tuần duyên Hàn Quốc bị ngừng hoạt động, nhưng sau đó lại được phục hồi trở lại trong những năm 1980. Kể từ năm 1980, đội tàu phục vụ đã được tăng cường đáng kể. Ban Cảnh sát Hải dương cũng được nâng lên thành Cục Cảnh sát Hải dương (Hangul: 해양 경찰청; Hanja: 海洋警察厅, Romaja quốc ngữ: Haeyang-gyeongchal-cheong / Hải dương Cảnh sát Sảnh). Tháng 8 năm 1991, lực lượng Thủy cảnh cũng được tách ra khỏi Cục Cảnh sát và được đặt dưới sự điều hành của Ban Thủy cảnh Quốc gia. Đến năm 2007, Ban Thủy cảnh Quốc gia được hợp nhất vào Cục Cảnh sát Hải dương.
Trong những năm đầu thế kỷ 21, Tuần duyên Hàn Quốc được trang bị các tàu trên 3.000 tấn, và tháng 1 năm 2002, Đơn vị đặc biệt của Tuần duyên Hàn Quốc đã chính thức được thành lập. Tháng 5 năm 2008, đơn vị Bảo vệ và Cứu nạn đã được xây dựng mới, cùng với việc các cơ sở hạ tầng được nâng cấp. Tuần duyên Hàn Quốc có kế hoạch trang bị thêm các tàu 5.000 tấn vào năm 2015, và mở rộng lực lượng bằng cách khuyến khích sự tham gia của các ngành cảnh sát khác sang.
Vào ngày 18 tháng 5 năm 2014, do ảnh hưởng của vụ lật phà Sewol, Tổng thống Park Geun-hye đã tuyên bố sẽ giải tán Cục Cảnh sát Hải dương sau thất bại trong việc phản ứng trong thảm họa lật phà. Theo đó, các chức năng tình báo và điều tra của Cảnh sát Hải dương sẽ được chuyển cho Cục Cảnh sát, chức năng cứu hộ và cảnh bị sẽ chuyển cho Vụ An ninh công cộng. Quyết định trên được Quốc hội Hàn Quốc thông qua vào ngày 7 tháng 11 năm 2014, với số phiếu áp đảo 146/71. Lực lượng tuần duyên Hàn Quốc rút gọn này được đặc dưới sự điều hành của Bộ chỉ huy An toàn Cảnh bị Hải dương (Hangul: 해양경비안전본부; Hanja: 海洋警備安全本部, Romaja quốc ngữ: Haeyang-gyeongbi-anjeon-bonbu / Hải dương Cảnh bị An toàn Bản bộ).
Tuy nhiên 3 năm sau đó, ngày 20 tháng 7 năm 2017, Quốc hội Hàn Quốc thông qua đề án tái tổ chức của chính phủ, trong đó lực lượng An toàn Cảnh bị Hải dương được tổ chức thành Cục Cảnh sát Hải dương, trực thuộc Bộ Thủy sản và Hải dương.

## Mục tiêu hoạt động
- Phát triển và duy trì khả năng hoạt động để đảm bảo chủ quyền biển quốc gia.
- Được các quốc gia coi như giám hộ an ninh hàng hải.
- Trở thành cơ quan an ninh hàng hải quan trọng nhất trong khu vực Đông Bắc Á.
- Phát triển và nâng cao khả năng đáp ứng yêu cầu về tìm kiếm cứu nạn hàng hải trên toàn khu vực kiểm soát.
- Phát triển và cải thiện khả năng bảo vệ môi trường biển.
- Đáp ứng yêu cầu về các dịch vụ hành chính công cộng.
- Tiếp tục hoàn thiện tổ chức và bộ máy hoạt động của cơ quan.

## Nhiệm vụ chính
- Tìm kiếm và Cứu hộ
- Đảm bảo An ninh Hàng hải
- Bảo vệ môi trường biển
- Ngăn ngừa tội phạm Hàng hải quốc tế
- Quản lý an toàn giao thông biển
- Kiểm soát ô nhiễm biển

## Hạm đội
Tuần duyên Hàn Quốc được chia thành các hạm đội hoạt động bao gồm:
- Hạm đội Tuần tra
- Hạm đội Phi cơ
- Hạm đội Tìm kiếm Cứu hộ
- Hạm đội Bảo vệ môi trường biển
- Hạm đội Ngăn chặn tội phạm biển